# Zbąszyń (gmina)
Zbąszyń est une gmina mixte du powiat de Nowy Tomyśl, Grande-Pologne, dans le centre-ouest de la Pologne. Son siège est la ville de Zbąszyń, qui se situe environ 17 km au sud-ouest de Nowy Tomyśl et 70 km à l'ouest de la capitale régionale Poznań.
La gmina couvre une superficie de 179,77 km2 pour une population de 13 565 habitants en 2011.

## Géographie

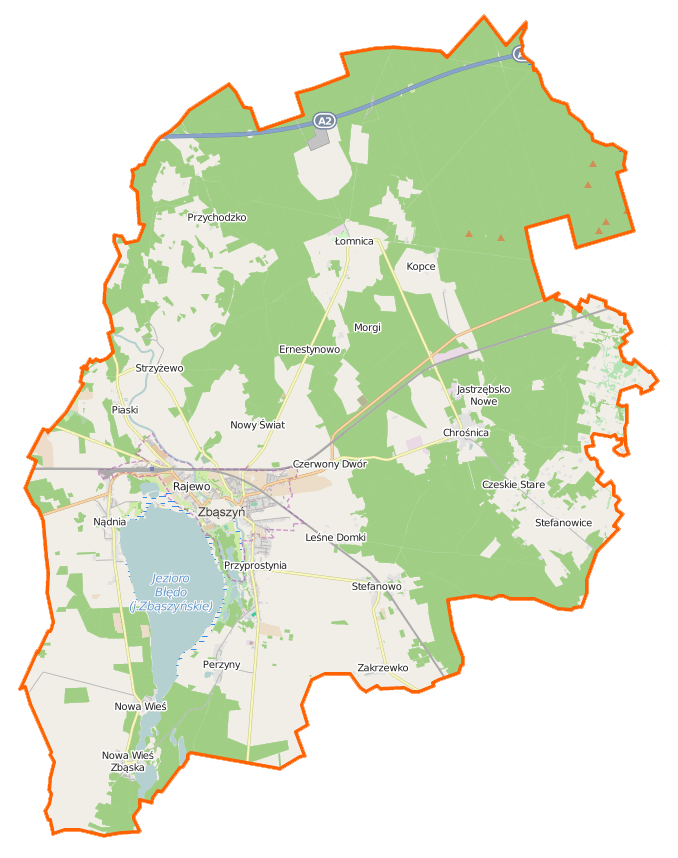
Plan de la gmina.

Outre la ville de Zbąszyń, la gmina inclut les villages et les localités de:
- Chrośnica
- Dąbrowa
- Łomnica
- Nądnia
- Nowa Wieś
- Nowa Wieś Zbąska
- Nowe Jastrzębsko
- Nowy Dwór
- Perzyny
- Przychodzko
- Przyprostynia
- Stefanowice
- Stefanowo
- Strzyżewo
- Zakrzewko

### Gminy voisines
La gmina de Zbąszyń est bordée des gminy de :
- Babimost
- Miedzichowo
- Nowy Tomyśl
- Siedlec
- Trzciel
- Zbąszynek

## Structure du terrain
D'après les données de 2002, la superficie de la commune de Zbąszyń est de 179,77 km², répartis comme tel :
- terres agricoles : 38 %
- forêts : 50 %

La commune représente 17,77 % de la superficie du powiat.

## Démographie
Données du 30 juin 2004 :
| Description        | Total  | Total | Femmes | Femmes | Hommes | Hommes |
| ------------------ | ------ | ----- | ------ | ------ | ------ | ------ |
| Unité              | Nombre | %     | Nombre | %      | Nombre | %      |
| population         | 13 417 | 100   | 6 956  | 51,8   | 6 461  | 48,2   |
| Densité (hab./km²) | 74,6   | 74,6  | 38,7   | 38,7   | 35,9   | 35,9   |